# Grünberg (Oberösterreichische Voralpen)
Grünberg är ett berg i Österrike.   Det ligger i distriktet Gmunden och förbundslandet Oberösterreich, i den centrala delen av landet, 190 km väster om huvudstaden Wien. Toppen på Grünberg är 984 meter över havet, eller 117 meter över den omgivande terrängen. Bredden vid basen är 2,1 km.
Terrängen runt Grünberg är varierad. Närmaste större samhälle är Gmunden, 2,7 km nordväst om Grünberg. 
I omgivningarna runt Grünberg växer i huvudsak blandskog. Runt Grünberg är det ganska tätbefolkat, med 70 invånare per kvadratkilometer.